# Claudia Sánchez Juárez
Claudia Sánchez Juárez (4 de noviembre de 1979) es una política mexicana Diputada Federal por el Distrito 18 Estado de México con cabecera en Huixquilucan. Pertenece a la Bancada del Partido Verde Ecologista de México (PVEM) en la LXVI Legislatura del Congreso de la Unión de México. En dichos comicios derrotó a la ExCandidata a la Presidencia de México y ExCandidata al Gobierno del Estado de México Josefina Vázquez Mota.
Es activista por los derechos de las mujeres; Preside la Colectiva por los Derechos de las Mujeres "Caso 992", quienes han logrado modificaciones al Código Civil de la CDMX para penar a aquellas personas que ejerzan Violencia Vicaria en contra de sus parejas, familiares y exparejas.
Con anterioridad formó parte del Partido Acción Nacional (PAN).Ha sido en tres ocasiones diputada federal.

## Biografía
Es licenciada en Derecho egresada de la Universidad Nacional Autónoma de México (UNAM), y cuenta con diplomados en Derecho Electoral y en Oratoria y Comunicación.
A partir de 1998 fue coordinadora de Capaciación y en 2001 fue secretaria juvenil de formación y capacitación del comité municipal del PAN en el municipio de Huixquilucan. Ha sido 3 veces Diputada Federal y en 2009 contendió por la Presidencia Municipal de Huixquilucan contra quien posteriormente fuera Gobernador del Estado de MéxicoAlfredo del Mazo Maza. 

## Trabajo legislativo

### LX Legislatura
En 2006 fue electa diputada federal por el Distrito 18 del estado de México a la LX Legislatura que concluiría  en 2009; en ella fue secretaria de la comisión de Vivienda; e integrante de las comisiones de Reforma Agraria; y, de Fomento Cooperativo y Economía Social. 
Dejó la diputación mediante licencia entre el 24 de abril y el 16 de julio de 2009 para ser candidata del PAN a presidenta municipal de Huixquilucan en las elecciones de ese año, no logró el triunfo, mismo que correspondió al candidato del PRI, Alfredo del Mazo Maza.
De 2010 a 2014 fue consejera estatal y a partir de 2014 miembro de la Comisión Permanente del comité nacional del PAN. 

### LXIII Legislatura
En 2015 fue elegida por segunda ocasión diputada federal, en esta ocasión por el principio de la representación proporcional, a la LXIII Legislatura de dicho año a 2018. En esta legislatura fue presidenta de la comisión encargada de estudiar, analizar, evaluar y supervisar el funcionamiento de aduanas, puertos y aeropuertos nacionales; secretaria de las comisiones de Comunicaciones; y, de Defensa Nacional; y finalmente integrante de las comisiones de seguimiento a la construcción del nuevo Aeropuerto de Ciudad de México; y, de Gobernación.

### LXVI Legislatura
El 19 de marzo de 2024 anunció que renunciaba a su militancia en el PAN y se unía al PVEM, que la postuló como candidata a diputada federal por el Distrito 18 del estado de México como parte de la coalición Sigamos Haciendo Historia, en las elecciones de 2024.
En dichas eleciones derrotó a la ExCandidata a la Presidencia de México y ExCandidata al Gobierno del Estado de México Josefina Vázquez Mota.
Presentó ya una iniciativa para modificar las normas que permiten a las personas agresoras evadir el cumplimiento de las sentencias en juicios de alimentos y controversias familiares, lo que agrava la violencia que enfrentan miles de mujeres y sus hijos. 